# ≠ME
≠ME（日语：／ notto ikōru mī */?）是2019年成立的日本女子聲優偶像團體，為=LOVE和≒JOY的姐妹團體，與=LOVE同樣由指原莉乃擔任總製作人。團名以英文讀做「Not Equal Me」（不等於我），有著「希望體驗到與現在為止不同的自己」的含義。簡稱「noime」（ノイミー）。

## 歷史
2018年
- 11月12日，指原莉乃在個人Twitter發表聲優偶像「=LOVE」的姐妹團甄選活動[2]。指原表示曾經考慮是否要為=LOVE招收「2期生」，但最後決定改採另立新團體的方式進行新成員募集[2]。

2019年
- 2月24日，成員正式披露，同時發表團體名稱為「≠ME」[1]。其中一名成員因學業因素缺席而未公布姓名。
- 4月8日，先前未公布姓名的成員於官方Twitter發表[3]。

2019年
- 10月24日，於ぴあアリーナMM舉辦與=LOVE的合同演唱會「=LOVE ≠ME スペシャルコンサート『24girls 2020』」。

2021年
- 1月28日，在17LIVE的直播上宣布將在4月7日發行迷你专辑，實現唱片出道[4]。
- 4月7日，發行第1張迷你專輯《超特急 ≠ME方向（日语：超特急 ≠ME行き）》[4][5]。
- 6月1日，2日，在中野太陽廣場舉行首場演唱會[6]
- 7月14日，發行第1張單曲《你在這個夏天，墜入情網（日语：君はこの夏、恋をする）》[7][8]。
- 10月9日，於富士急ハイランド コニファーフォレスト舉辦與=LOVE的合同演唱會「イコノイフェス2021」[9]。
- 11月10日，發行第2張單曲《理想鄉的小星星（日语：まほろばアスタリスク）》[10]。

2022年
- 1月26日，因為單曲「てゆーか、みるてんって何?」在TikTok突然受到大熱、決定開設官方團體 TikTok[11] 。
- 2月16日，發行第3張單曲《巧克力憂鬱（日语：チョコレートメランコリー）》[12]。
- 8月3日，發行第4張單曲《才、才不是喜歡呢！（日语：す、好きじゃない!）》[13]。
- 11月23日，發行第5張單曲《靦腆的短髮女孩（日语：はにかみショート）》[14]。

2023年
- 3月31日，於東京國際論壇A廳舉辦「≠ME 4th ANNIVERSARY PREMIUM CONCERT」[15]。
- 4月12日，發行第6張單曲《天使去向何方（日语：天使は何処へ）》[16]。
- 9月6日，發行第7張單曲《裝可愛釣你上鉤（日语：想わせぶりっこ）》[17]。
- 12月20日，發行第8張單曲《反對果醬（日语：アンチコンフィチュール）》[18]。

2024年
- 3月3日，於武藏野之森綜合體育廣場舉辦「≠ME 5th ANNIVERSARY PREMIUM CONCERT」。
- 3月20日，發行首張專輯《Springtime In You（日语：Springtime In You）》[19]。
- 4月29日 - 7月15日，舉辦≠ME全國巡演2024「終於，與你同班」[20]。
- 8月28日，發行第9張單曲《因為夏天來了（日语：夏が来たから）》[21]。

2025年
- 2月1日，於埼玉超級競技場舉辦「≠ME 6th ANNIVERSARY PREMIUM CONCERT」[22]。
- 4月30日，發行第10張單曲《無名灰姑娘/神明大人的指引！（日语：モブノデレラ/神様の言うとーり!）》[23]。

## 成員
| 姓名            | 日語讀音 | 出生日期       | 出身地   | 日語暱稱 | 備註                 |
| --------------- | -------- | -------------- | -------- | -------- | -------------------- |
| 尾木波菜        |          | 2003年5月8日   | 千葉縣   |          |                      |
| 落合希來里 （落合希来里） |          | 2001年5月22日  | 栃木縣   |          | 原栃木乙女25         |
| 蟹澤萌子 （蟹沢萌子）   |          | 1999年10月25日 | 神奈川縣 |          | ≠ME隊長              |
| 河口夏音        |          | 2001年7月29日  | 廣島縣   |          |                      |
| 川中子奈月心    |          | 2005年9月26日  | 東京都   |          | 原P.IDL 最年少       |
| 櫻井桃 （櫻井もも）     |          | 2004年4月13日  | 神奈川縣 |          | 原Non Sweat          |
| 菅波美玲        |          | 2000年2月5日   | 福島縣   |          |                      |
| 鈴木瞳美        |          | 2001年4月13日  | 東京都   |          | 原fuwafuwa 日泰混血  |
| 谷崎早耶        |          | 1999年10月7日  | 熊本縣   |          | 原2代目少女隊 最年長 |
| 富田菜菜風 （） |          | 2000年7月17日  | 鹿兒島縣 |          | 原Seven Colors       |
| 永田詩央里      |          | 2004年4月2日   | 廣島縣   |          |                      |
| 本田珠由記      |          | 2004年2月27日  | 栃木縣   |          |                      |

## 作品
※「最高排位」為該作品在Oricon週榜的最高名次。

### 單曲
| 序號 | 發售日         | 名稱                            | 最高位 | 販售版本    | 唱片編號              | 版本名稱              |
| ---- | -------------- | ------------------------------- | ------ | ----------- | --------------------- | --------------------- |
| 1    | 2021年07月14日 | 你在這個夏天，墜入情網 （）     | 2位    | CD+DVD      | KIZM-689/90           | 初回仕樣限定盤 Type-A |
| 1    | 2021年07月14日 | 你在這個夏天，墜入情網 （）     | 2位    | CD+DVD      | KIZM-691/2            | 初回仕樣限定盤 Type-B |
| 1    | 2021年07月14日 | 你在這個夏天，墜入情網 （）     | 2位    | CD          | NMAX-1368             | noime盤               |
| 2    | 2021年11月10日 | 理想鄉的小星星 （）             | 1位    | CD+DVD      | KIZM-709/10           | 初回仕樣限定盤 Type-A |
| 2    | 2021年11月10日 | 理想鄉的小星星 （）             | 1位    | CD+DVD      | KIZM-711/12           | 初回仕樣限定盤 Type-B |
| 2    | 2021年11月10日 | 理想鄉的小星星 （）             | 1位    | CD          | NMAX-1376             | noime盤               |
| 3    | 2022年02月16日 | 巧克力憂鬱 （）                 | 1位    | CD+DVD      | KIZM-717/8            | 初回仕樣限定盤 Type-A |
| 3    | 2022年02月16日 | 巧克力憂鬱 （）                 | 1位    | CD+DVD      | KIZM-719/20           | 初回仕樣限定盤 Type-B |
| 3    | 2022年02月16日 | 巧克力憂鬱 （）                 | 1位    | CD          | NMAX-1381             | noime盤               |
| 4    | 2022年08月03日 | 才、才不是喜歡呢！ （)          | 2位    | CD+DVD      | KIZM-731/2            | 初回仕様限定盤 Type-A |
| 4    | 2022年08月03日 | 才、才不是喜歡呢！ （)          | 2位    | CD+DVD      | KIZM-733/4            | 初回仕樣限定盤 Type-B |
| 4    | 2022年08月03日 | 才、才不是喜歡呢！ （)          | 2位    | CD          | KICM-2115             | 動畫封面盤            |
| 4    | 2022年08月03日 | 才、才不是喜歡呢！ （)          | 2位    | CD          | NMAX-1388             | noime盤               |
| 5    | 2022年11月23日 | 靦腆的短髮女孩 （)              | 2位    | CD+DVD      | KIZM-751/2            | 初回仕様限定盤 Type-A |
| 5    | 2022年11月23日 | 靦腆的短髮女孩 （)              | 2位    | CD+DVD      | KIZM-753/4            | 初回仕樣限定盤 Type-B |
| 5    | 2022年11月23日 | 靦腆的短髮女孩 （)              | 2位    | CD+DVD      | KIZM-755/6            | 初回仕樣限定盤 Type-C |
| 5    | 2022年11月23日 | 靦腆的短髮女孩 （)              | 2位    | CD          | NMAX-1403             | noime盤               |
| 6    | 2023年04月12日 | 天使去向何方 （)                | 2位    | CD+DVD      | KIZM-765/6            | 初回仕様限定盤 Type-A |
| 6    | 2023年04月12日 | 天使去向何方 （)                | 2位    | CD+DVD      | KIZM-767/8            | 初回仕樣限定盤 Type-B |
| 6    | 2023年04月12日 | 天使去向何方 （)                | 2位    | CD+DVD      | KIZM-769/70           | 初回仕樣限定盤 Type-C |
| 6    | 2023年04月12日 | 天使去向何方 （)                | 2位    | CD          | NMAX-1410             | noime盤               |
| 7    | 2023年09月06日 | 裝可愛釣你上鉤 （)              | 3位    | CD+DVD      | KIZM-775/6            | 初回仕様限定盤 Type-A |
| 7    | 2023年09月06日 | 裝可愛釣你上鉤 （)              | 3位    | CD+DVD      | KIZM-777/8            | 初回仕樣限定盤 Type-B |
| 7    | 2023年09月06日 | 裝可愛釣你上鉤 （)              | 3位    | CD+DVD      | KIZM-779/80           | 初回仕樣限定盤 Type-C |
| 7    | 2023年09月06日 | 裝可愛釣你上鉤 （)              | 3位    | CD          | NMAX-1417             | noime盤               |
| 8    | 2023年12月20日 | 反對果醬 （)                    | 1位    | CD+DVD      | KIZM-791/2            | 初回仕様限定盤 Type-A |
| 8    | 2023年12月20日 | 反對果醬 （)                    | 1位    | CD+DVD      | KIZM-793/4            | 初回仕樣限定盤 Type-B |
| 8    | 2023年12月20日 | 反對果醬 （)                    | 1位    | CD+DVD      | KIZM-795/6            | 初回仕樣限定盤 Type-C |
| 8    | 2023年12月20日 | 反對果醬 （)                    | 1位    | CD          | NMAX-1427             | noime盤               |
| 9    | 2024年8月28日  | 因為夏天來了 （)                | 3位    | CD+DVD      | KIZM-803/4            | 初回仕様限定盤 Type-A |
| 9    | 2024年8月28日  | 因為夏天來了 （)                | 3位    | CD+DVD      | KIZM-805/6            | 初回仕樣限定盤 Type-B |
| 9    | 2024年8月28日  | 因為夏天來了 （)                | 3位    | CD+DVD      | KIZM-807/8            | 初回仕樣限定盤 Type-C |
| 9    | 2024年8月28日  | 因為夏天來了 （)                | 3位    | CD          | NMAX-1431             | noime盤               |
| 10   | 2025年4月30日  | 無名灰姑娘/神明大人的指引！ （) |        | CD+DVD      | KIZM-817/8            | 初回仕様限定盤 Type-A |
| 10   | 2025年4月30日  | 無名灰姑娘/神明大人的指引！ （) | CD+DVD | KIZM-819/20 | 初回仕樣限定盤 Type-B |                       |
| 10   | 2025年4月30日  | 無名灰姑娘/神明大人的指引！ （) | CD+DVD | KIZM-821/2  | 初回仕樣限定盤 Type-C |                       |
| 10   | 2025年4月30日  | 無名灰姑娘/神明大人的指引！ （) | CD     | NMAX-1441   | noime盤               |                       |

### 專輯
| 序號 | 發售日         | 名稱              | 最高位      | 販售版本        | 唱片編號          | 版本名稱              |
| ---- | -------------- | ----------------- | ----------- | --------------- | ----------------- | --------------------- |
| 1    | 2024年03月20日 | Springtime In You |             | CD+BD+Photobook | KIZC-90741/2      | 初回限定豪華盤 Type-A |
| 1    | 2024年03月20日 | Springtime In You | CD＋Blu-ray | KIZC-90743/4    | 初回限定盤 Type-B |                       |
| 1    | 2024年03月20日 | Springtime In You | CD＋Blu-ray | KIZC-745/6      | 通常盤 Type-C     |                       |
| 1    | 2024年03月20日 | Springtime In You | CD          | NKCD-10508      | noime盤           |                       |

### 迷你專輯
| 序號 | 發售日         | 名稱                | 最高位 | 販售版本 | 唱片編號   | 版本名稱       |
| ---- | -------------- | ------------------- | ------ | -------- | ---------- | -------------- |
| 1    | 2021年04月07日 | 超特急 ≠ME方向 （） | 第1名  | CD+DVD   | KICS-93996 | 初回仕樣限定盤 |
| 1    | 2021年04月07日 | 超特急 ≠ME方向 （） | 第1名  | CD       | KICS-3997  | 通常盤         |
| 1    | 2021年04月07日 | 超特急 ≠ME方向 （） | 第1名  | CD       | NKCD-6947  | noime盤        |

### 配信樂曲
| 公開日期       | 歌曲名稱      | 备注                                                                               |
| -------------- | ------------- | ---------------------------------------------------------------------------------- |
| 2019年08月04日 | ≠ME           | 作詞：指原莉乃、作曲・編曲：Bugbear、MV导演：高橋榮樹、编舞：CRE8BOY               |
| 2020年07月08日 | 空白的花 （空白の花） | 富田菜菜風Solo曲；作詞：指原莉乃、作曲：長濱駿平、編曲：若田部誠、MV导演：山戶結希 |

### 原創樂曲
以下為收錄於以非「≠ME」名義發行之唱片中的歌曲作品。
| 序號 | 發售日期       | 歌曲名稱              | 收錄作品                   | 備註 |
| ---- | -------------- | --------------------- | -------------------------- | ---- |
| 1    | 2019年10月30日 | 原來那是你的聲音 （君の音だったんだ） | =LOVE《狡猾了啦 狡猾了呢》 |      |
| 2    | 2020年07月08日 | 你與我的歌 （君と僕の歌）       | =LOVE《CAMEO》             |      |
| 3    | 2020年11月25日 | P.I.C.                | =LOVE《青春「下意識」》    |      |

### 特別歌曲
| 序號 | 名称                          | 備註                                                                 |
| ---- | ----------------------------- | -------------------------------------------------------------------- |
| 1    | 下次見面時，要聊什麼好呢 （次に会えだ時　何を話そうかな） | 與=LOVE合唱的應援歌曲 歌曲創作的原由是祈求疫情盡快結束再次與大家見面 |
| 2    | 一圈圈的刨冰 （クルクルかき氷）             | 7月無觀眾公演中發佈的新曲                                            |

## 媒體演出

### 電視
- 目標！程式設計之星 ～程星★小孩大集合～（めざせ！プログラミングスター 〜プロスタ★キッズ大集合〜；2019年4月6日 - ，BS日視）[26] - 與=LOVE共同演出
- noime的加班練習（ノイミーのイノコリ；2020年9月20日・10月4日・18日，TBS頻道）
- ≠ME的 前輩，請告訴我！（≠MEの 先輩、教えてください！；2021年1月31日 - 2021年3月28日，BS Sky PerfecTV!（日语：BSスカパー!））
- ≠ME 前輩，請告訴我多一點！！（≠ME 先輩、も～っと教えてください!!；2021年4月16日 - ，BS Sky PerfecTV!） - 隔週播出（每月播出兩次） [27]
- 等愛非我，喜歡嗎？（イコノイ、どーですか?；2021年4月19日 - ，TBS電視台）[28] - 與=LOVE共同演出

### 電台
- noime station（ノイミーステーション；2021年3月30日 - ，ABC電台） - 每月以3名成員為一組輪替演出[29]
- 與noime同樂（ノイミーといっしょ；2021年4月3日 - 2021年6月26日 ，日本廣播電台） - 鈴木主持，其他成員輪替演出[30]
- Gene Z（ジェネZ；2021年4月4日 - ，bayfm）- 蟹澤參與演出[31]
- ≠ME 鈴木與富田的RinRin7（≠ME 鈴木と冨田のりんりん７；2021年7月3日 - ，日本廣播電台） - 鈴木、富田及永田主持

### 網路配信
- noime的意義。（のいみーのいみ。；2019年10月10日 - ，SHOWROOM） - 每週四直播，每次演出人數為4人
- ≠ME革命～初次挑戰！！身體衝撞綜藝&情人節告白錦標賽（≠ME革命〜初挑戦!!体当たりバラエティ&バレンタイン告白選手権；2020年2月14日，AbemaTV）[32]
- 等愛非我頻道（イコラブ ノイミー チャンネル；2020年8月11日 - ，YouTube）[33] - 與=LOVE的共同YouTube頻道
- noime的假期（ノイミーの休日；2021年1月30日 - ，niconico頻道）[34]

## 外部鏈結
- 官方网站
- ≠ME的X（前Twitter）
- YouTube上的≠ME官方頻道 （日語）
- ≠ME的SHOWROOM專頁 （日語）
- ≠ME × SHOWROOM 成員個人配信的SHOWROOM專頁 （日語）